# Guyotte
Die Guyotte ist ein Fluss in Frankreich, der im Département Saône-et-Loire in der Region Bourgogne-Franche-Comté verläuft. Sie entspringt in der Landschaft Bresse, im nördlichen Gemeindegebiet von Saint-Usuge, entwässert generell Richtung Nord bis Nordwest und mündet nach rund 41 Kilometern knapp unterhalb von Navilly als linker Nebenfluss in den Doubs.

## Orte am Fluss
- Saint-Germain-du-Bois
- Serley
- Mervans
- Saint-Bonnet-en-Bresse
- Navilly